# Ramon Vega
Ramon Vega (Olten, 14 juni 1971) is een Zwitsers voormalig voetballer die speelde als verdediger.

## Carrière
Vega speelde in de jeugd van FC Olten en FC Trimbach waarna hij een profcontract tekent bij Grasshopper. Met deze ploeg wint hij de beker in 1994 en wordt hij landskampioen in 1991, 1995 en in 1996.
Na zes seizoenen tekent hij een contract bij Cagliari Calcio dat toen uitkwam in de Serie A. Na één seizoen vertrekt hij ook daar weer naar het Engelse Tottenham Hotspur waarmee hij in 1999 de League Cup wint. Hij wordt gedurende een seizoen uitgeleend aan het Schotse Celtic FC.
In het seizoen 2001-2002 speelde hij voor het Engelse Watford FC en hij eindigde zijn carrière bij de toenmalige Franse tweedeklasser US Créteil.
Tussen 1993 en 2001 speelde hij voor Zwitserland, hij speelde in totaal 23 interlands waarin hij één keer kon scoren. Hij nam met de Zwitserse ploeg deel aan het EK 1996 in Engeland.

## Erelijst
- Grasshopper Club Zürich
  - Landskampioen: 1991, 1995, 1996
  - Zwitserse voetbalbeker: 1994
- Tottenham Hotspur
  - League Cup: 1999
- Celtic FC
  - Landskampioen: 2001
  - Scottish Cup: 2001
  - Scottish League Cup: 2001